# Galactia laotica
Galactia laotica là một loài thực vật có hoa trong họ Đậu. Loài này được Thuan miêu tả khoa học đầu tiên.